# ملوثات الاهتمام الناشئ
ملوثات الاهتمام الناشئ هو مصطلح يستخدمه خبراء جودة المياه لوصف الملوثات التي رُصدت في عينات الرصد البيئي، والتي قد تُسبب آثارًا بيئية أو صحية على الإنسان، وعادةً ما لا تخضع للتنظيم بموجب القوانين البيئية الحالية. تشمل مصادر هذه الملوثات الزراعة، وجريان المياه السطحية في المناطق الحضرية، والمنتجات المنزلية العادية (مثل الصابون والمطهرات)، والمستحضرات الصيدلانية التي تُصرف في محطات معالجة مياه الصرف الصحي، ثم تُصرف لاحقًا في المياه السطحية.
تشمل ملوثات الاهتمام الناشئ موادًا مختلفة، مثل المستحضرات الصيدلانية، ومنتجات العناية الشخصية، والمنتجات الثانوية الصناعية، والكيماويات الزراعية. وغالبًا ما تتجاوز هذه المواد عمليات الكشف والمعالجة المنتظمة، مما يؤدي إلى بقائها غير المقصود في البيئة. يكمن تعقيد ملوثات الاهتمام الناشئ ليس فقط من طبيعتها الكيميائية المختلفة، ولكن أيضًا في الطرق المعقدة لتفاعلها مع النظم البيئية وصحة الإنسان؛ ممّا جعل هذه الملوثات تخضع لدراسات متزايدة من الباحثين وصانعي السياسات ومسؤولي الصحة العامة الذين يرغبون في فهم آثارها طويلة المدى وتطوير تدخلات فعالة. تُشدد المبادرات العالمية، مثل تلك الصادرة عن منظمة الصحة العالمية ووكالة حماية البيئة الأمريكية، على ضرورة وضع معايير دولية وسياسات بيئية فعّالة لمواجهة التحديات التي تُشكلها نفايات البطاريات القابلة لإعادة التدوير. يلعب الوعي العام وحملات التوعية والتثقيف دورًا محوريًا في دفع أجندة البحث وتطوير السياسات المتعلقة بنفايات البطاريات القابلة لإعادة التدوير، مما يُبرز الحاجة إلى تحديث ممارسات التصنيع وتطوير المزيد من أساليب المعالجة والكشف.

## الخلفية التاريخية
اكتسب مفهوم ملوثات الاهتمام الناشئ اهتمامًا كبيرًا في بدايات القرن الحادي والعشرين، بعدما أتاح التقدم في التقنيات التحليلية الكشف عن هذه المواد بمستويات ضئيلة في مختلف الأنظمة البيئية. ويعود ازدياد الوعي بملوثات الاهتمام الناشئ جزئيًا إلى وجودها بكثرة في مياه الصرف الصحي، والمياه السطحية، والمياه الجوفية، ومياه الشرب، وغالبًا ما يكون ذلك بسبب التوسع العمراني، والأنشطة الصناعية، والاستخدام الواسع للأدوية ومنتجات العناية الشخصية. وقد أدت المعرفة بالمخاطر المحتملة التي تشكلها ملوثات الاهتمام الناشئ إلى تزايد الأبحاث التي تهدف إلى فهم مصادرها ومصيرها وتأثيراتها في البيئة، بالإضافة إلى وضع استراتيجيات لإدارتها وإزالتها.
استُخدمت صخور الأسبستوس خلال القرن التاسع عشر وبدايات القرن العشرين، في صناعة العديد من المنتجات وفي أعمال البناء، ولم يكن معروفًا في ذلك الوقت أنه يُشكّل تهديدًا لصحة الإنسان أو البيئة، حتى وُثّقت الوفيات ومشاكل الرئة الناجمة عن التعرض لهباء الأسبستوس لأول مرة في أوائل القرن العشرين. ونُشرت أولى اللوائح لتنظيم صناعة الأسبستوس في المملكة المتحدة في ثلاثينيات القرن العشرين. على حين لم يُنظّم استخدام الأسبستوس في أعمال البناء والصناعة في الولايات المتحدة إلا في ثمانينيات القرن العشرين.
وفي سبعينيات القرن العشرين، واجهت البنية التحتية لمعالجة المياه في بعض الولايات الأمريكية مشكلةً خطيرة، ولا سيما في جنوب ولاية كاليفورنيا، حيث تُستمدّ المياه من دلتا نهر ساكرامنتو-سان جواكين. كانت مياه النهر تُطهّر للاستخدام المنزلي باستخدام طريقة المعالجة بالكلور، والتي كانت وسيلة فعّالة في قتل الملوثات الميكروبية والبكتيريا، ولكن في بعض الحالات، كانت المواد الكيميائية المُستخدة في المعالجة تتفاعل مع المواد العضوية لتكوين مادة ثلاثي هالو الميثان، ثُم بدأت الأبحاث التي أُجريت في السنوات اللاحقة تُشير إلى الطبيعة المسرطنة والضارة لهذه الفئة من المركبات، مما دفع وكالة حماية البيئة الأمريكية في عام 1979 إلى إصدار أول معيار لها لمركبات ثلاثي هالو الميثان، المُستخدمة في أنظمة وشبكات المياه العامة، ثُم أصدرت معايير أكثر صرامة في عامي 1998 و2006. جعلت التغيرات السريعة في الصناعة من معالجة وتنظيم ملوثات الاهتمام الناشئ أمرًا بالغ الصعوبة. فقد كان للمادة البديلة لحمض البيرفلوروكتانويك (مادة جين إكس)، على سبيل المثال، والذي كان استخدامه قد نُظّم مؤخرًا، تأثير بيئي أكثر ضررًا، مما أدى لاحقًا إلى حظر استخدام مادة الجين إكس أيضًا. وبالتالي، كان هناك حاجة ملحة لمعالجة وإدارة ملوثات الاهتمام الناشئ لمواكبة الاتجاهات العالمية.

## التصنيف
لكي يُصنّف أي مركب كملوث ناشئ، يجب أن يستوفي شرطين أساسيين على الأقل:
- أن يكون المركب مرتبطًا بإحداث آثار ضارة على صحة الإنسان.
- وجود علاقة مؤكدة بين الآثار الإيجابية والسلبية للمركب.

يُمكن تعريف ملوثات الاهتمام الناشئة بأنها تلك الملوثات التي لم تُكتشف سابقًا من خلال تحليل جودة المياه، أو التي عُثر عليها بتركيزات صغيرة مع وجود شكوك حول آثارها على صحة الإنسان. ولا يزال الخطر الذي تُشكله على صحة الإنسان أو البيئة غير مفهوم تمامًا.

## فئات الملوثات
يمكن تصنيف الملوثات ذات الاهتمام الناشئ بشكل عام إلى عدة فئات من المواد الكيميائية، مثل المستحضرات الصيدلانية ومنتجات العناية الشخصية، وسموم البكتيريا الزرقاء، والجسيمات النانوية، ومثبطات اللهب، وغيرها. ومع ذلك، تتغير هذه التصنيفات باستمرار مع اكتشاف ملوثات (أو آثار) جديدة، وتراجع أهمية الملوثات الناشئة المُكتشفة في السنوات الماضية. يمكن تصنيف ملوثات الاهتمام الماشئ بشكل عام على أنها ملوثات جديدة اكتشفت وبحثت مؤخرًا، أو ملوثات كانت معروفة ولكن لم يتم فهم تأثيراتها البيئية بشكل كامل، أو ملوثات قديمة ظهرت معلومات جديدة بشأنها أو بشأن مخاطرها.